# Cyprideis sorbyana
Cyprideis sorbyana is een mosselkreeftjessoort uit de familie van de Cytherideidae. De wetenschappelijke naam van de soort is voor het eerst geldig gepubliceerd in 1856 door Jones.